# Óscar Romero
Pour les articles homonymes, voir Romero.
Óscar Romero, de son nom complet Óscar Arnulfo Romero y Galdámez (né le 15 août 1917 à Ciudad Barrios au Salvador et mort assassiné le 24 mars 1980), est un prélat de l'Église catholique. Archevêque de San Salvador (Salvador), il meurt en martyr, assassiné en pleine messe pour avoir été le défenseur des droits de l'homme et particulièrement des paysans de son diocèse.
Sa canonisation est célébrée le 14 octobre 2018 à Rome, sous le pontificat du pape François.
Les Églises d'Amérique Latine le considèrent comme le saint patron des Amériques et de San Salvador. Au-delà du catholicisme, Oscar Romero est honoré par d'autres Églises chrétiennes notamment la Communion anglicane : il se trouve être l'un des dix martyrs du XXe siècle à figurer parmi les statues situées au-dessus de la grande porte Ouest de l'abbaye de Westminster à Londres au Royaume-Uni. Il est fêté le 24 mars.

## Biographie
Óscar Romero est le second d'une famille nombreuse de sept enfants (cinq frères et deux sœurs), dont le père est postier. Il est baptisé à l'âge d'un an le 11 mai 1919. Il naît dans un pays déchiré où 40 % des terres sont détenues par treize familles. À l'époque, l'Église est persécutée et les assassinats sont fréquents.
Après quelques années à l'école il devient apprenti menuisier à l'âge de douze ans. Deux ans plus tard, en 1933, il entre au séminaire des prêtres Clarétains à San Miguel, contre l'avis de son père.
En 1937, il rejoint le séminaire national de San Salvador, dirigé par les Pères Jésuites puis continue ses études à Rome, où il est ordonné prêtre le 4 avril 1942. Il vise l'obtention d'un doctorat en théologie mais doit en 1943, à l'âge de 26 ans, interrompre ses études et sous la pression de l'évêque, dans une Italie encore fasciste, rentre au Salvador. Sur la route du retour, il fait escale en Espagne puis à Cuba où la police cubaine l'interne au motif qu'il provient de l'Italie mussolinienne. Des ennuis de santé lui valent son élargissement et un retour vers le Salvador via Mexico.
Romero travaille comme prêtre de paroisse à Anamorós, puis est affecté pendant vingt trois ans (1944-1967) dans le cadre du diocèse de San Miguel. Il promeut différents groupes apostoliques, inaugure une équipe des « Alcooliques anonymes », aide à la construction de la Cathédrale San Miguel et soutient la dévotion à la « Vierge de la Paix ». Il est par suite nommé recteur du séminaire inter-diocésain de San Salvador.
Sa vie publique démarre avec sa nomination de secrétaire de la Conférence épiscopale du Salvador en 1967. Il est également secrétaire du Secrétariat épiscopal d’Amérique centrale. Il devient le directeur-éditeur du journal Orientacion qui adopte une ligne assez conservatrice, dans le cadre d'un magistère plutôt traditionaliste de l'Église catholique.
Nommé évêque auxiliaire de San Salvador par Paul VI le 25 avril 1970 avec le titre d'évêque titulaire ou in partibus de Tambeae (de), il est consacré le 21 juin suivant par Girolamo Prigione nonce apostolique au Salvador.

### Archevêque de San Salvador
Le 15 octobre 1974 il est nommé évêque de Santiago de María puis, trois ans plus tard, le 3 février 1977, devient archevêque de San Salvador, Rome souhaitant barrer la route à la nomination de Rivera y Damas[réf. nécessaire].
Óscar Romero est réputé être un conservateur : il n'avait pas hésité, du temps où il était encore évêque auxiliaire, à dénoncer publiquement, lors de la célébration de la transfiguration du Christ (fête patronale de San Salvador), « la nouvelle Christologie » comme étant une menace pour la doctrine de l'Église et de la Foi. Ainsi en 1975, à l'occasion de la mort de Josemaría Escrivá de Balaguer, fondateur de l'Opus Dei, il envoie au pape Paul VI une lettre louant les mérites du défunt et adjurant le pape d'ouvrir rapidement son procès en canonisation. Il indique notamment « avoir confié avec satisfaction à l'Œuvre la direction spirituelle de sa propre vie et de celle d'autres prêtres ».

### L'assassinat du père Rutilio Grande
Comme il est considéré comme conservateur, sa nomination est d'abord bien accueillie par l'oligarchie salvadorienne. Le clergé plus progressiste redoute son opposition aux engagements vis-à-vis des plus pauvres tels que ceux formulés dans le cadre notamment de la théologie de la libération. Mais quelques semaines plus tard, le 12 mars 1977, l'assassinat d'un prêtre de son diocèse (et ami personnel), le jésuite Rutilio Grande avec deux compagnons de voyage par un escadron de la mort, soutien du pouvoir en place, va tout changer. La mort en martyr du Père Rutilio bouleverse profondément le nouvel archevêque qui considère que « la mort de Grande l'avait converti ». Il dira plus tard : « Quand je vis Rutilio, étendu mort, j'ai pensé que s'ils l'avaient tué pour ce qu'il avait réalisé, alors moi aussi j'avais à avancer sur le même chemin ».
Le jour même des funérailles, il écrit au président Arturo Armando Molina pour lui demander une enquête exhaustive des faits et ajoute : « Je ne suis pas disposé à participer à un acte officiel du gouvernement aussi longtemps que ce dernier n'aura pas fait tous ses efforts pour rendre la justice au sujet de ce sacrilège qui a horrifié tout le monde et soulevé une vague de protestation et de violence » Et, effectivement, jamais Óscar Romero n'assiste à aucun acte officiel, car jamais aucune enquête sérieuse n'est menée au sujet de ce triple meurtre.

### La dénonciation des persécutions de l'Église

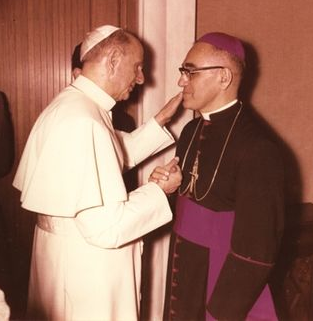
Le pape Paul VI et Óscar Romero, juin 1978.

Dès lors, il ne craint pas de dénoncer désormais ouvertement la pauvreté, l'injustice sociale, les assassinats et les actes de torture.
En 1979, une junte gouvernementale prend le pouvoir dans un climat de violations des droits de l'homme opérées tant par le gouvernement que par des ligues d'extrême droite. Óscar Romero dénonce l'aide militaire apportée au nouveau régime par les États-Unis : en février 1980, il écrit au président Jimmy Carter : « Une aide militaire accrue de la part des États-Unis aurait sans doute pour effet d'accentuer l'injustice et la répression infligée à des hommes qui s'organisent pour défendre les droits humains les plus fondamentaux. ». L'administration américaine maintiendra son soutien au régime en place, craignant, semble-t-il, que le Salvador ne devienne un autre Nicaragua.

### L'orientation pastorale d'Óscar Romero
Les actions d'Óscar Romero lui gagnent la notoriété internationale : en février 1980, il reçoit un doctorat honoraire de l'Université catholique de Louvain.
Il rappelle que la foi chrétienne comporte une dimension politique du fait que la foi ne sépare pas le croyant du monde réel, mais au contraire l'y plonge tout entier. La raison d'être de l'Église est d’être solidaire des pauvres. Dans son discours à l'Université catholique de Louvain, en Belgique, il lance : « Le monde des pauvres nous apprend que la libération arrivera non seulement quand les pauvres seront les destinataires privilégiés des attentions des gouvernements et de l'Église, mais bien quand ils seront les acteurs et les protagonistes de leur propre lutte et de leur libération en démasquant ainsi la dernière racine des faux paternalismes, même ceux de l'Église ».

À l'occasion de sa visite en Europe, il rencontre le pape Jean-Paul II auquel il fait part de ses préoccupations concernant la situation de son pays, où un gouvernement use régulièrement de la torture et de l'assassinat : 

« En moins de trois ans, plus de cinquante prêtres ont été attaqués, menacés ou calomniés. Six qui ont été assassinés méritent d'être considérés comme martyrs. Certains ont été torturés, d'autres expulsés du pays. Des sœurs ont été également persécutées. La radio de l'archidiocèse, des institutions éducatives catholiques ou d'inspiration chrétienne ont été attaquées, menacées, intimidées ou ont subi des attentats à l'explosif. Plusieurs communautés paroissiales ont fait l'objet de « raids ». Si tout cela s'est produit à l'encontre des représentants de l'Église, on peut imaginer ce qui a été fait aux chrétiens ordinaires, aux paysans, aux catéchistes, aux délégués et aux communautés de base. […] Mais il est important de remarquer pourquoi l'Église est persécutée : Ce n'est pas tous les prêtres ou n'importe lequel d'entre eux. Ce n'est pas toutes les institutions ou n'importe laquelle de ces institutions. Est attaquée ou persécutée cette partie de l'Église qui s'est mise aux côtés du peuple et se pose en défenseur du peuple. Ici aussi, se trouve la même clé d'explication de la persécution de l'Église : les pauvres. »

### L'assassinat d'Óscar Romero

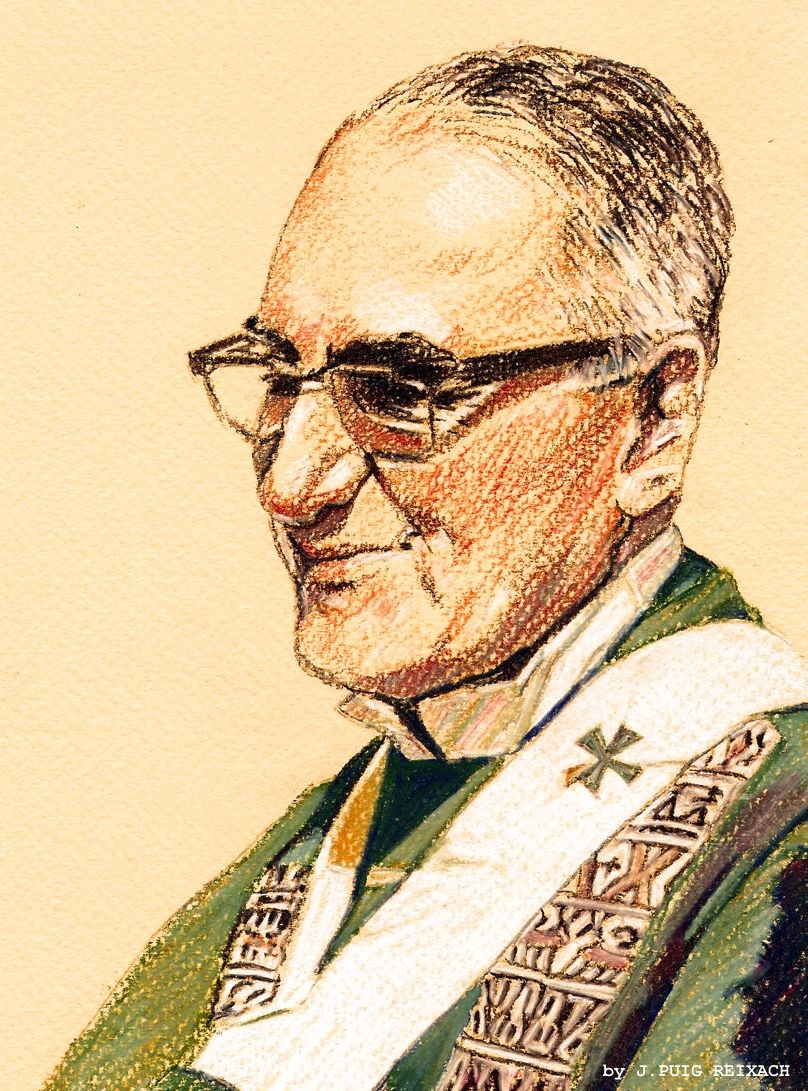
Óscar Romero, pastel, 2013.

Ses prises de position, comme sa dénonciation des crimes, enlèvements et assassinats perpétrés quotidiennement par l'armée salvadorienne et les escadrons de la mort le font passer pour un dangereux agitateur aux yeux du pouvoir en place et de l'oligarchie salvadorienne.
Le 23 mars 1980, à l'occasion d'un sermon dans la basilique du Sacré-Cœur de San Salvador, Óscar Romero lance un appel aux soldats face aux exactions de l'armée : « Un soldat n'est pas obligé d'obéir à un ordre qui va contre la loi de Dieu. Une loi immorale, personne ne doit la respecter. Il est temps de revenir à votre conscience et d'obéir à votre conscience plutôt qu'à l'ordre du péché. Au nom de Dieu, au nom de ce peuple souffrant, dont les lamentations montent jusqu'au ciel et sont chaque jour plus fortes, je vous prie, je vous supplie, je vous l'ordonne, au nom de Dieu : Arrêtez la répression ! »
Le lendemain, alors qu'Óscar Romero prononce une homélie pendant la célébration de la messe dans la chapelle de l'hôpital de la Divine-Providence, un coup de fusil atteint l'Évêque en pleine poitrine : il meurt quelques minutes plus tard.
Les funérailles d'Óscar Romero sont accompagnées par 350 000 personnes à San Salvador. Trois cents prêtres et trente évêques du monde entier y assistent. Mais tandis que la messe commence, une bombe éclate et des coups de feu provoquent un début de panique parmi la foule. Une cinquantaine de personnes (dont de nombreux enfants) meurent piétinés, tandis qu'on relève une dizaine de corps tués par balle. Le corps d'Óscar Romero est enterré à la hâte dans une tombe située dans le transept droit de la basilique du Sacré-Cœur, la messe de funérailles ne pouvant se terminer. Tandis que les médias et gouvernements américain et salvadorien accusent une attaque de groupuscules d'extrême gauche, un texte ronéotypé daté du 30 mars, signé par vingt-deux hauts représentants du clergé présents aux funérailles, affirmait que la panique avait été déclenchée par l'explosion d'une bombe jetée du palais présidentiel, suivie de tirs de mitrailleuse et d'armes automatiques provenant du second étage.
L'assassin d'Óscar Romero ne fut officiellement jamais retrouvé. Se fondant sur un grand nombre d'interviews de militants du parti Arena et de responsables américains, ainsi que sur l'étude de télégrammes du département d'État, les journalistes Craig Pyes et Laurie Beclund affirmèrent dès 1983 que le major Roberto d'Aubuisson avait planifié le meurtre avec un groupe d'officiers d'active qui tirèrent même au sort à qui « reviendrait l'honneur » d'être chargé de l'exécution. L'ex-ambassadeur américain Robert White, qui lorsqu'il était en poste au Salvador avait accès aux télégrammes du département d'État, entre autres informations internes, déclara en 1984 devant le Congrès des États-Unis qu'il ne faisait pas « l'ombre d'un doute » que d'Aubuisson avait lui-même « planifié et ordonné l'assassinat » d'Óscar Romero. Il expliqua ensuite en 1986, toujours devant le Congrès des États-Unis, qu'il y avait suffisamment d'éléments pour mettre en cause des escadrons de la mort menés par le major Roberto d'Aubuisson. Cette thèse fut reprise en 1993 par un rapport officiel des Nations unies, décrivant d'Aubuisson comme le maître d'œuvre de l'assassinat.
Une enquête judiciaire conduite au Salvador par le juge Atilio Ramirez avait rapidement désigné d'Aubuisson et le général Medrano (protégé des États-Unis). Mais après des menaces et une tentative d'assassinat, Atilio Ramirez quitta subitement le pays et les poursuites judiciaires cessèrent. En exil, le juge Ramirez expliqua que l'équipe d'enquêteurs de la police criminelle ne s'était présentée sur les lieux du crime que quatre jours après qu'il eut été commis et que ni la police ni le représentant du ministère de la justice ne présentèrent au procès aucune pièce à conviction. Sa conclusion était qu'il existait « indubitablement », depuis le début, une « sorte de conspiration pour couvrir le meurtre ». Quelques années plus tard, Roberto d'Aubuisson fut nommé président du Parlement salvadorien.

### Mémoire et cause pour la canonisation

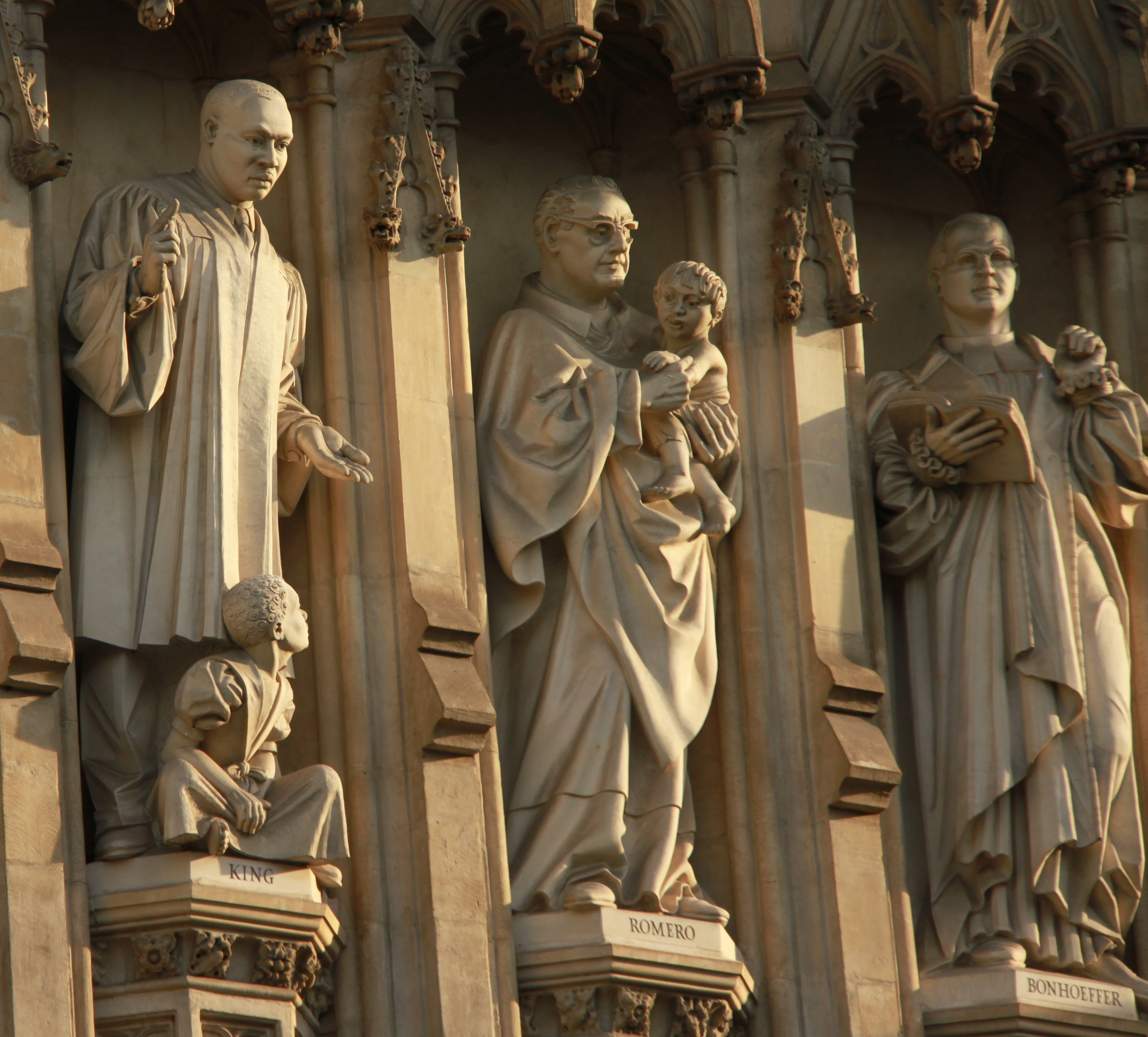
Statue d'Oscar Romero portant un enfant, parmi les neuf autres Martyrs de l'abbaye de Westminster.

La question de la mémoire d'Óscar Romero et de son héritage politique et spirituel fait l'objet de divergences importantes d'analyse. Ses adversaires politiques, tout comme les opposants de gauche au régime, voient en lui une figure de la théologie de la libération.
Le Vatican souligne au contraire l'ampleur spirituelle des homélies d'Óscar Romero, qu'il qualifie de « prophète de l'espérance ». Concernant son propre rôle, Óscar Romero y développe le thème du ministère vécu comme un service bien plus qu'un pouvoir : « Je ne me suis jamais posé en chef d’un peuple, car il n’y a qu’un chef : Jésus-Christ. Jésus est la source de l’espérance. » (homélie du 28 août 1977).
Ainsi qu'en témoigne Jon Sobrino, dès l'annonce de sa mort, les fidèles pauvres du Salvador ont immédiatement dit : « Il est saint ! » et Pedro Casaldáliga, dans un long poème composé dans les jours qui suivent, proclame : « Saint Romero d’Amérique, notre pasteur et martyr ». Depuis 1998, une statue d'Oscar Romero figure dans la série des dix martyrs de l'abbaye de Westminster, entre celles des pasteurs protestants Martin Luther King et Dietrich Bonhoeffer.
En 2007, le pape Benoît XVI se prononce en faveur de la béatification, voyant en lui un « grand témoin de la foi » mais en s'opposant à une lecture exclusivement politique de sa mort. Le pape considère d'ailleurs qu'éviter une « récupération politique » par certaines parties est la difficulté principale rencontrée par la procédure de béatification.
Depuis le début de son pontificat, le pape François encourage le procès en béatification d'Oscar Romero et souhaite qu'il soit béatifié au plus vite. Vincenzo Paglia, qui est le président du Conseil pontifical pour la famille et qui est aussi le postulateur de la cause en béatification, annonce en avril 2013 que le pape va autoriser l'ouverture du procès romain pour la béatification. S'agissant d'un martyr, la procédure est plus rapide, un miracle préalable n'étant pas nécessaire. Le 3 février 2015, le pape François reconnaît Oscar Romero comme martyr de la foi, engendrant la signature du décret de la Congrégation pour les causes des saints,. En 2015, le pape François a autorisé le décret en vue de sa béatification, célébrée le 23 mai 2015 à San Salvador.
Le 6 mars 2018, le pape François reconnaît comme authentique un miracle attribué à l'intercession d'Oscar Romero. Cette reconnaissance ouvre la voie à sa canonisation. La cérémonie durant laquelle il est proclamé saint se déroule le 14 octobre 2018 à Rome, durant le synode des jeunes, par le pape François.
Oscar Romero est le premier Salvadorien à être élevé aux autels, le premier archevêque d'Amérique à être déclaré martyr après le concile Vatican II. Il est également le premier saint autochtone d’Amérique centrale : en effet, même si saint Pierre de Betancur, canonisé dans la ville de Santiago de los Caballeros de Guatemala pour l'activité qu'il y a accomplie, est par conséquent également un saint de l’Amérique centrale, il était natif de Tenerife, en Espagne.
En outre, la sanctification de l’Église catholique romaine n’est pas la première que Mgr Romero ait reçue, puisque l'Église anglicane l'avait déjà reconnu comme saint du seul fait de son martyre, de même que l'Église luthérienne l'avait inscrit dans son calendrier liturgique[source insuffisante].

### Hommages et distinctions

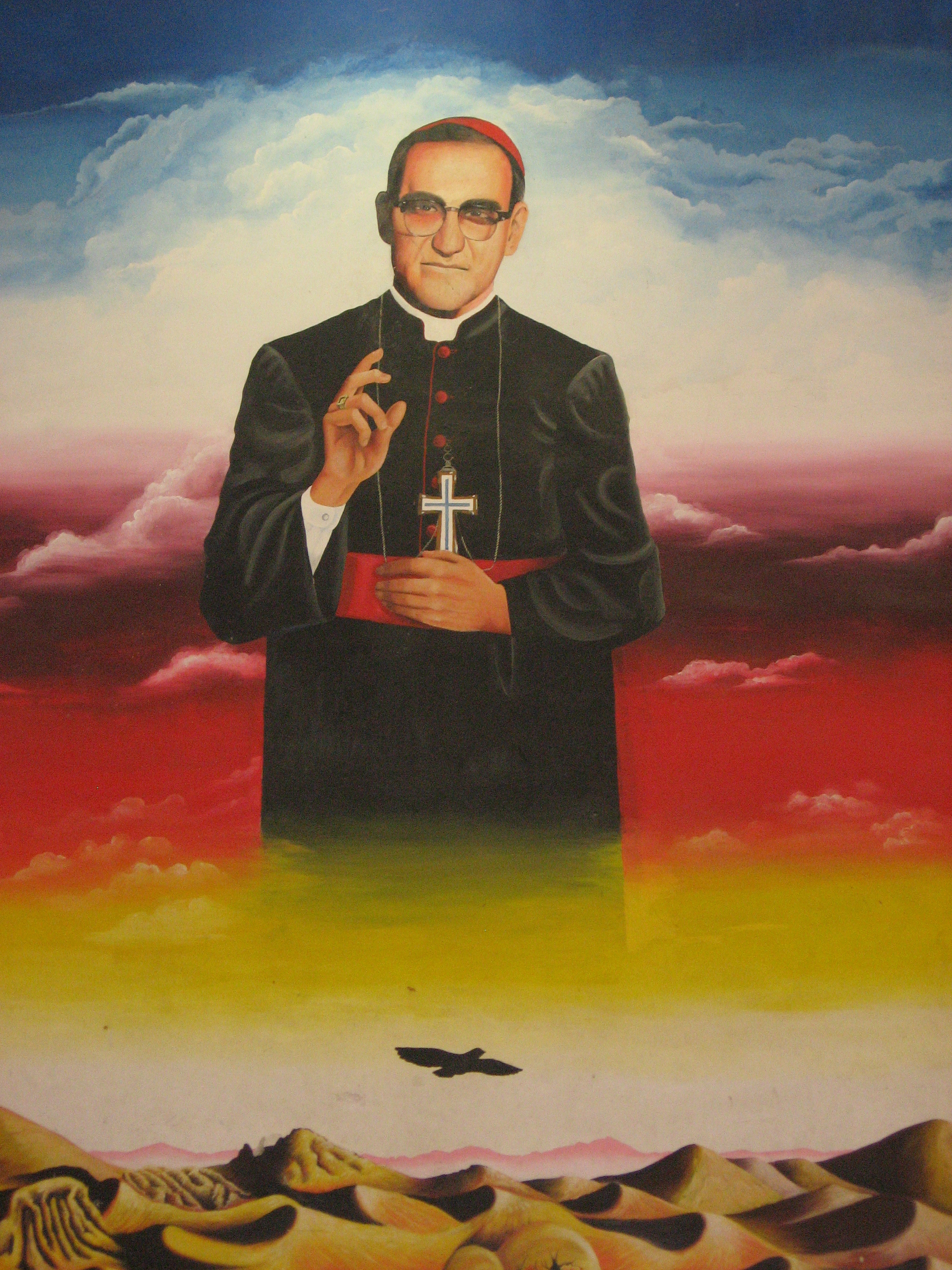
Peinture murale de la Faculté des sciences juridiques et sociales de l'Université du Salvador.

- Le 18 mai 1980 : Oscar Romero est fait docteur honoris causa post mortem de l'Université du Salvador
- En 1983, la première scène du film d'espionnage fictif SAS à San Salvador établit le méchant comme l'assassin de Oscar Romero.
- En 1985 : Pierre-Michel Gambarelli écrit en 1985 la chanson Le vent des prophètes en hommage à Oscar Romero.
- En 1986, Oliver Stone réalise le film Salvador et le rôle de l'archevêque est interprété par José Carlos Ruiz. Son assassinat y est reconstitué, commandité par un certain major Maximiliano Casonava, personnage inspiré du major Roberto D'Aubuisson.
- En 1989, John Duigan réalise Romero (en), un film biographique où l'archevêque est interprété par Raúl Juliá.
- En 2008, il est désigné comme l'un des quinze « Champions de la démocratie mondiale » par le magazine européen « A Different view ».
- En 2009 : le nouveau président du Salvador, Mauricio Funes (FMLN), visite la tombe d'Oscar Romero juste avant de prendre ses fonctions, en juin 2009[33].

Le 24 mars 2010, lors du trentième anniversaire de la mort d'Oscar Romero, le président salvadorien Mauricio Funes a présenté au nom de l'État des excuses officielles pour ce meurtre. En présence de la famille Romero, des représentants de l'Église Catholique, des diplomates étrangers et officiels du Gouvernement, le président Funes déclare que « malheureusement ceux qui ont perpétré cet assassinat ont agi avec la protection, la collaboration ou la participation d'agents de l'État. »
- En mars 2014, l’aéroport de San Salvador se nomme désormais « et pour toujours, aéroport international Monseñor Oscar Arnulfo Romero y Galdámez »[35].
- Le 23 mai 2015, il est béatifié.
- Le 1er octobre 2015, le service Oscar Romero d'Apprentis d'Auteuil ouvre ses portes. Dispositif de protection de l'enfance, il est destiné à accompagner les mineurs isolés étrangers dans leur insertion professionnelle, administrative et sociale.
- Le 14 octobre 2018, il est canonisé.
- Il est commémoré le 24 mars selon le Martyrologe romain[36].
- En 2023, la Conférence des évêques catholiques d’Angleterre et du pays de Galles déclare sanctuaire national le sanctuaire Saint-Óscar-Romero situé dans la cathédrale Saint-George du quartier londonien de Southwark[37].